# Mohammad-Ali Rajai
Mohammad-Ali Rajai ou Radjai, (em persa:محمد علی رجائی ; Gasvim, 15 de junho de 1933 , Teerã - 30 de agosto de 1981), foi um político iraniano, tendo sido o segundo Presidente do Irão, eleito em 1981. Antes disso, havia sido primeiro-ministro em 1980.
Recém eleito, foi morto em um atentado, através da detonação de uma bomba na sala de reuniões do palácio do governo. Na ocasião também morreu o primeiro-ministro Mohammad-Javad Bahonar. Rajai foi sucedido por Said Ali Khamenei.